# DAF YA-616

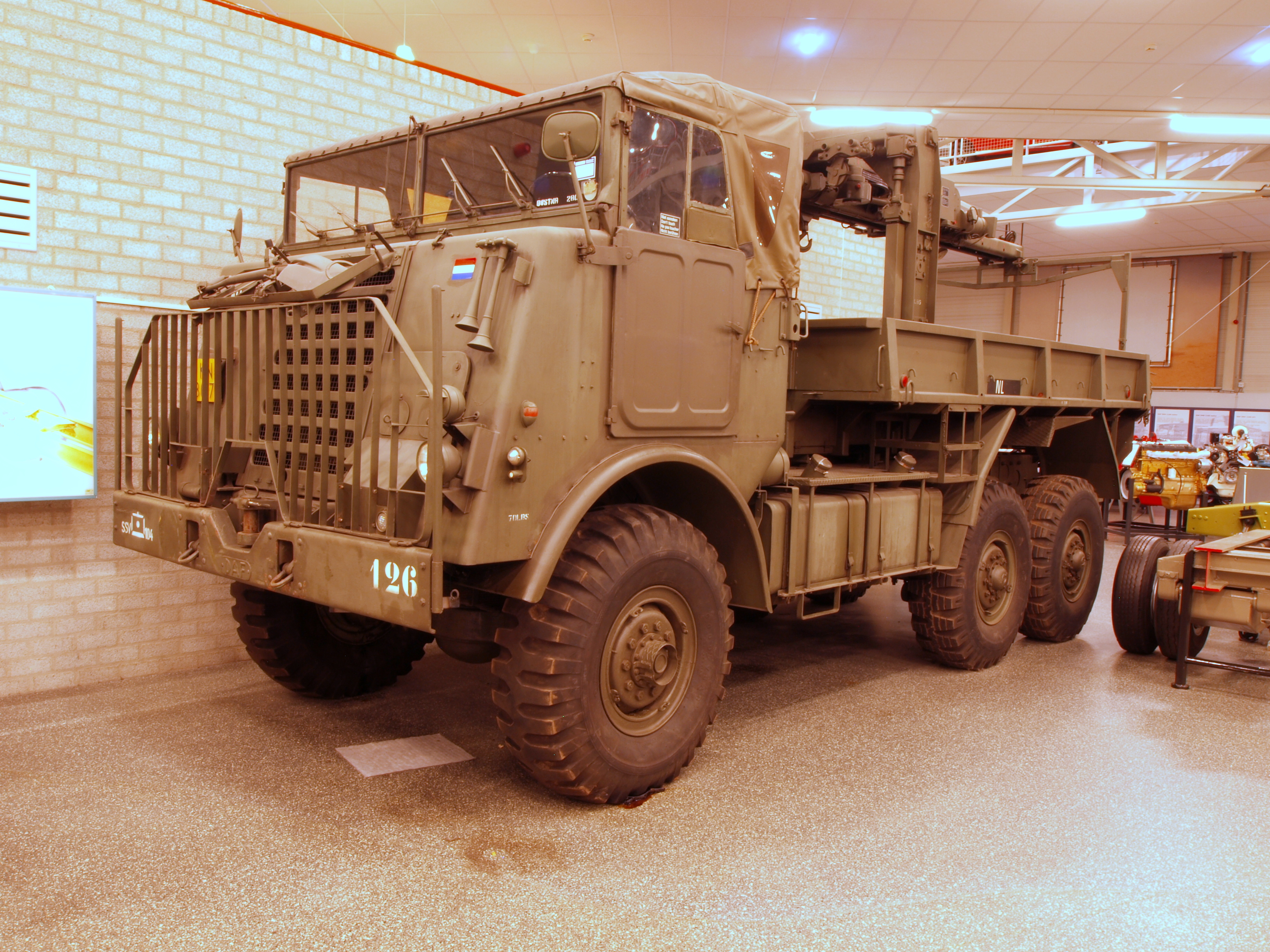
DAF YA 616 Artillerietrekker

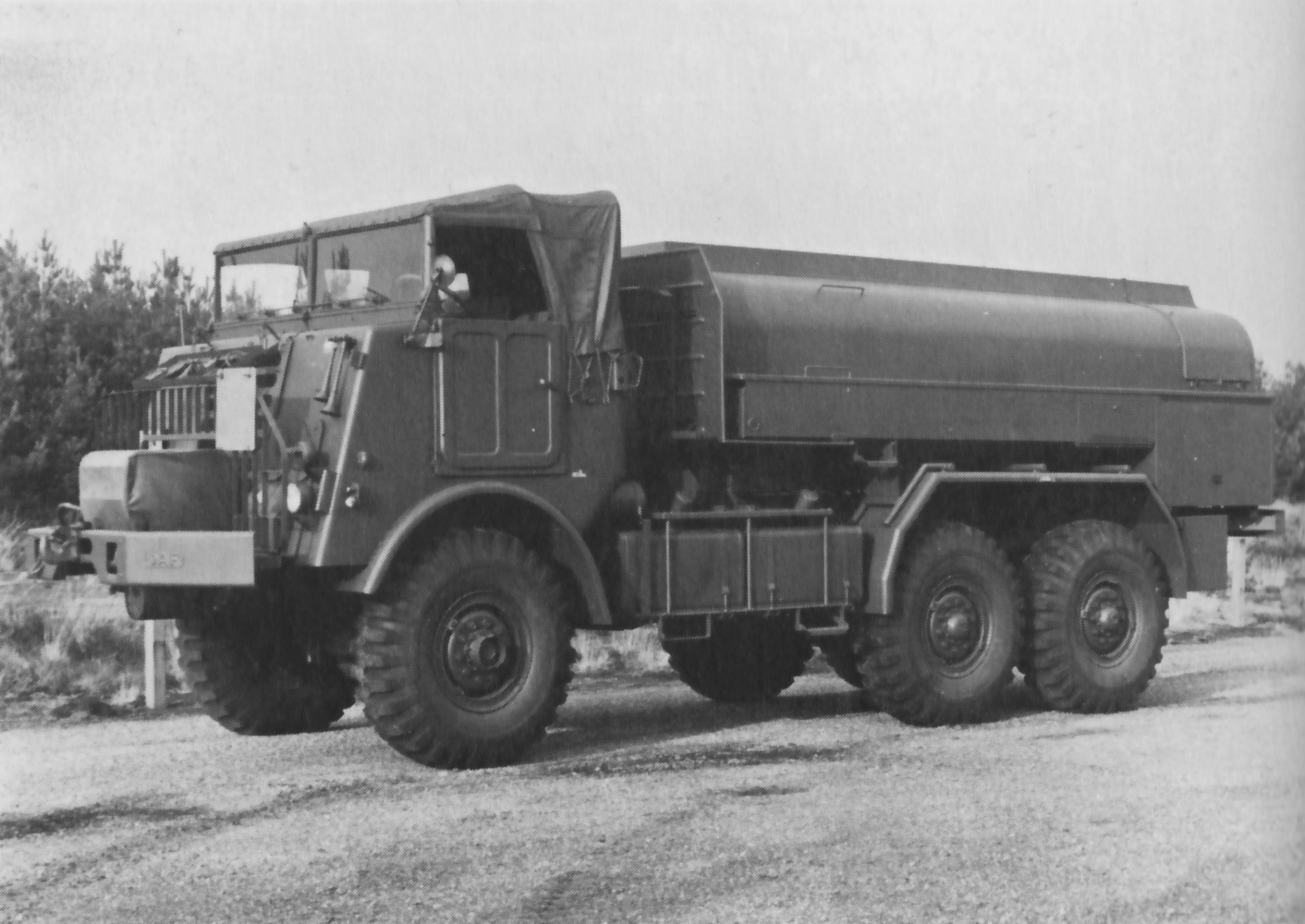
DAF YF 616 Tankauto

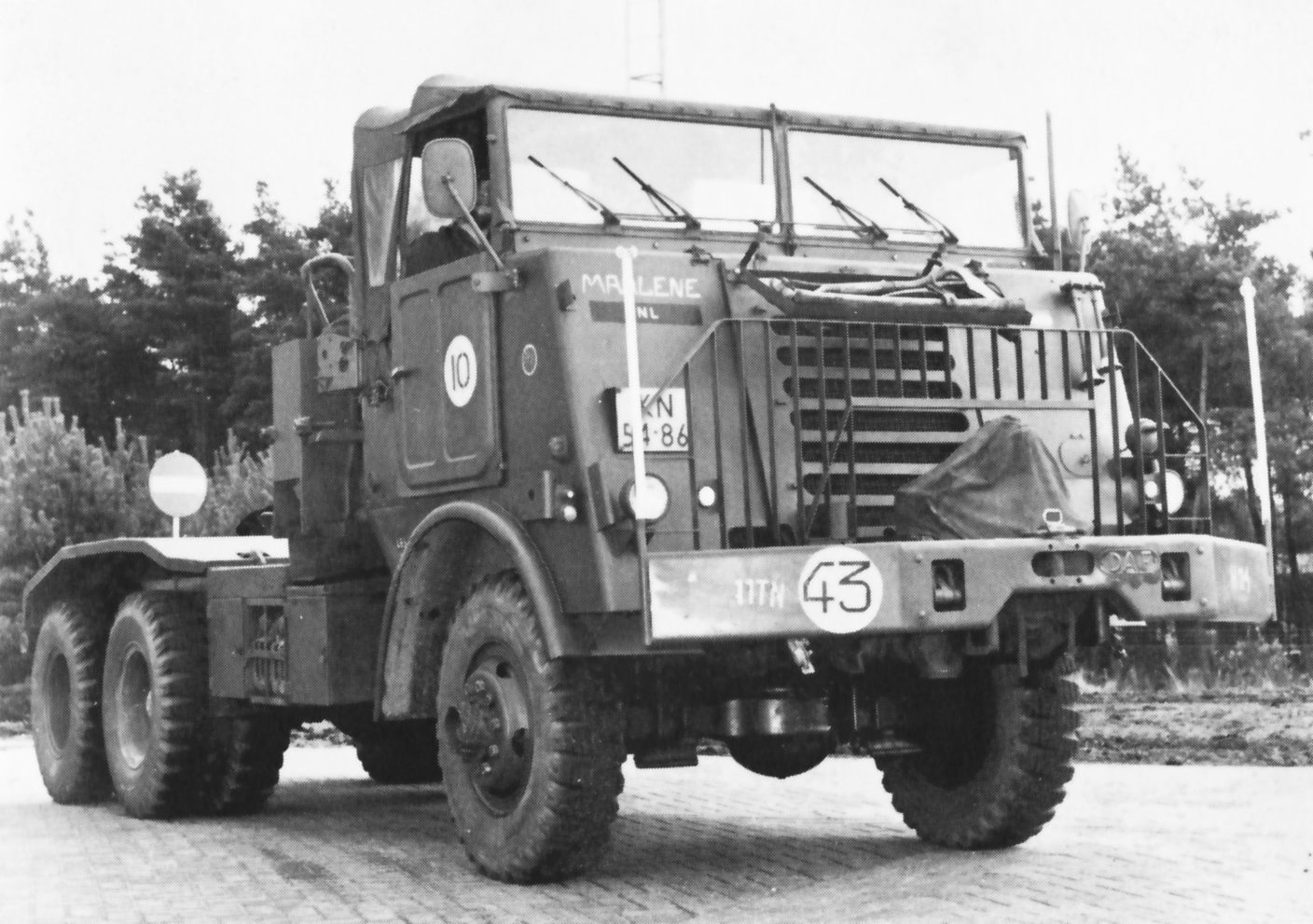
DAF YT 616 Trekker

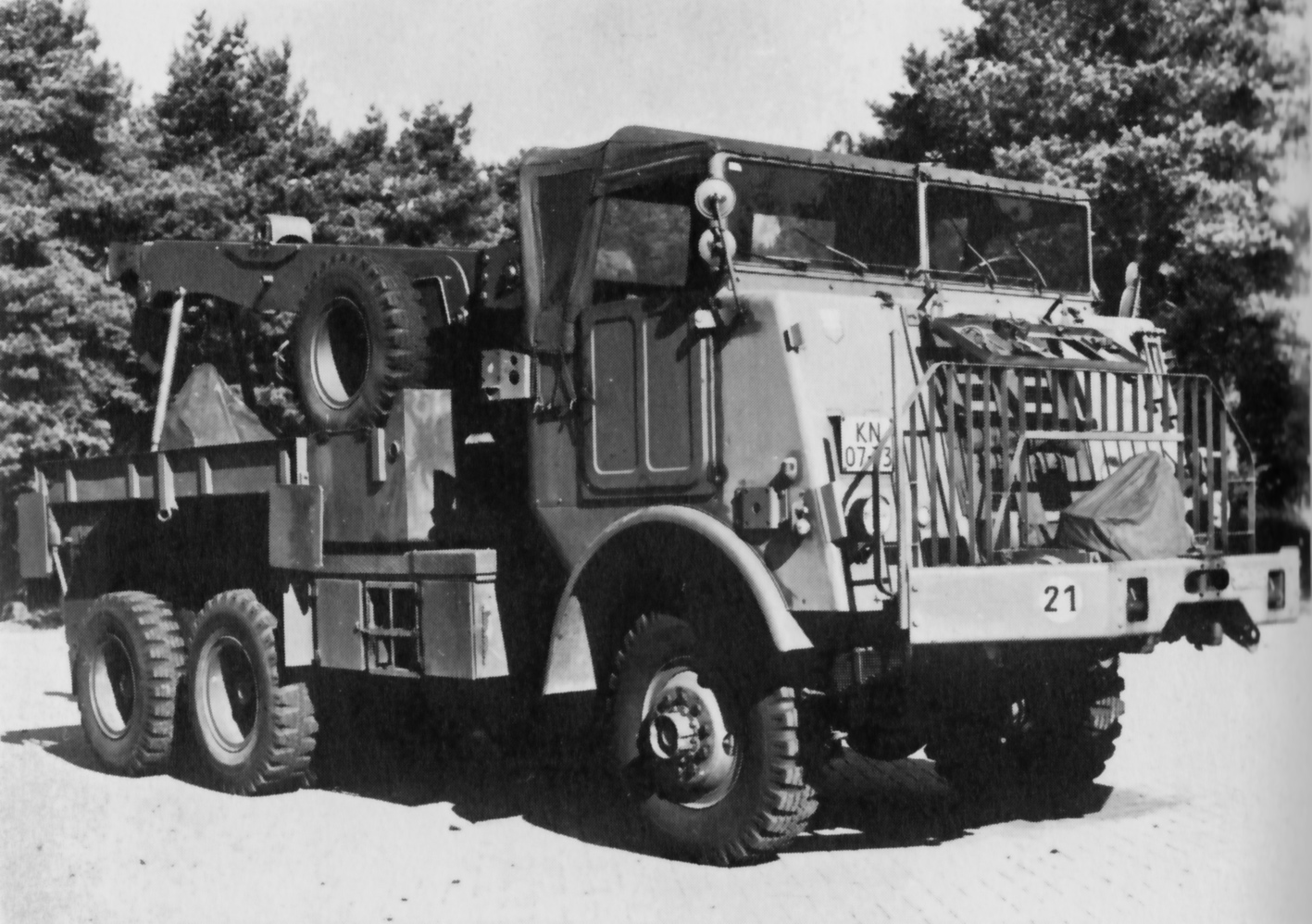
DAF YB 616 Takelwagen

De DAF YA-616 en de YA-626 (vervolgserie) zijn zware, militaire vrachtauto's geproduceerd door DAF, voor de Nederlandse krijgsmacht in de jaren zestig van de 20e eeuw.

## Algemeen
In de jaren vijftig van de 20e eeuw ontstond bij de Koninklijke Landmacht de behoefte om het rijdend materieel, dat nog voornamelijk bestond uit overgenomen voertuigen uit de geallieerde voertuigdumps, te vervangen. Doordat de tot dan gebruikte transportmiddelen een mix van Engelse en Amerikaanse voertuigen vormden, bleek het onderhoud en aanvoer van reservedelen een logistiek probleem en standaardisatie was daarom noodzakelijk.
Bij de Artillerie waren de, tot dan toe gebruikte trekkers voor het lichtere geschut reeds vervangen door de pas ingevoerde DAF YA-328 AT.
Voor het middelzware en zware geschut werd nog steeds gebruikgemaakt van de M4 16 tons High Speed volrups tractor alsmede de 6-tons White en Mack 6x6 artillerietrekkers.
De Landmacht wenste als vervanging van deze drie typen voertuigen, één 6 x 6-wielvoertuig en voor de productie en levering hiervan waren twee Nederlandse bedrijven, DAF en Van Twist geïnteresseerd. Aan beiden werd opdracht gegeven tot het ontwikkelen van een prototype.
De twee prototypen werden in september 1955 aan de Kon. Landmacht geleverd en langdurig in binnen- en buitenland beproefd. Beide trucks vertoonden in aanvang mankementen maar doordat DAF een grotere flexibiliteit bezat in het verhelpen en aanpassen hiervan bleek de DAF YA-616 de beste kandidaat en in 1958 bestelde de landmacht in eerste instantie, 140 DAF 616-trucks uitgevoerd als vrachtwagen (bestemd als artillerietrekker) en 104 stuks uitgevoerd als kipper.
De 616 stond bekend om de robuuste bouw en enorme trekkracht, maar was ook berucht om het hoge benzineverbruik, 1 liter benzine per kilometer was geen uitzondering.
De waarde van het voertuig bedroeg 140.000 gulden.

## Typeaanduiding
De officiële typeaanduiding is op de volgende manier samengesteld;
- Y = militair voertuig
- A = algemeen,
- B = bergingsvoertuig, takelwagen (takeldoos in soldatentaal),
- F = (Fuel) Tankauto,
- K = Kipauto,
- T = Trekker (voor opleggers)
- 6 = laadvermogen in tonnen,
- 1 of 2 = de serie, 1e of 2e versie
- 6 = het aantal draaiende wielstellen
  - N.B. Bij het benoemen van de kraanwagens YB 616 en YB 626 ontstaat vaak verwarring. Men is geneigd te denken dat de 1 staat voor enkellucht en 2 voor dubbellucht. De YB 616 is echter de eerste serie met dubbellucht en de 626 de tweede serie met enkellucht.

## Uitvoeringen
Het grote succes van het ontwerp leidde ertoe dat er op dit sterke chassis een diversiteit aan uitvoeringen gebouwd werd, zoals:

### YA-616
- A staat voor Algemeen. Deze werd vooral gebruikt als artillerietrekker en was daartoe voorzien van een lier met een trekkracht van 9000 kg.

### YA 616 VL
- Eind jaren zestig van de twintigste eeuw ontstond de vraag naar een 6-tons truck die geschikt was voor het vervoer van 20'-containers. Hiertoe werd de YA 616 VL ontwikkeld.
Dit was een standaard YA 616 met vlakke laadvloer, voorzien van z.g. twistlocks en te verwijderen zijschotten en achterklep.

### YT-616
- T staat voor Trekker. Gekoppeld aan een oplegger van 10 of 25 ton was deze combinatie bedoeld voor het vervoer van lichte tanks en was daartoe voorzien van een lier met een trekkracht van 9000 kg bedoeld voor het laden van defecte voertuigen op de oplegger.
Gezien de hoge schoteldruk onderscheidt de trekker zich van de YA, YK en YF door montage van dubbele wielen op het tandemstel in de maat 7,50 × 20. De bandenmaat was 11,00 × 20 dubbellucht op de tandemas.

### YF-616
- F staat voor Fuel. Gebouwd als tankauto voor in het zware terrein.

### YK-616
- K staat voor kipper. Gebruikt door de Genie.

### YB-616

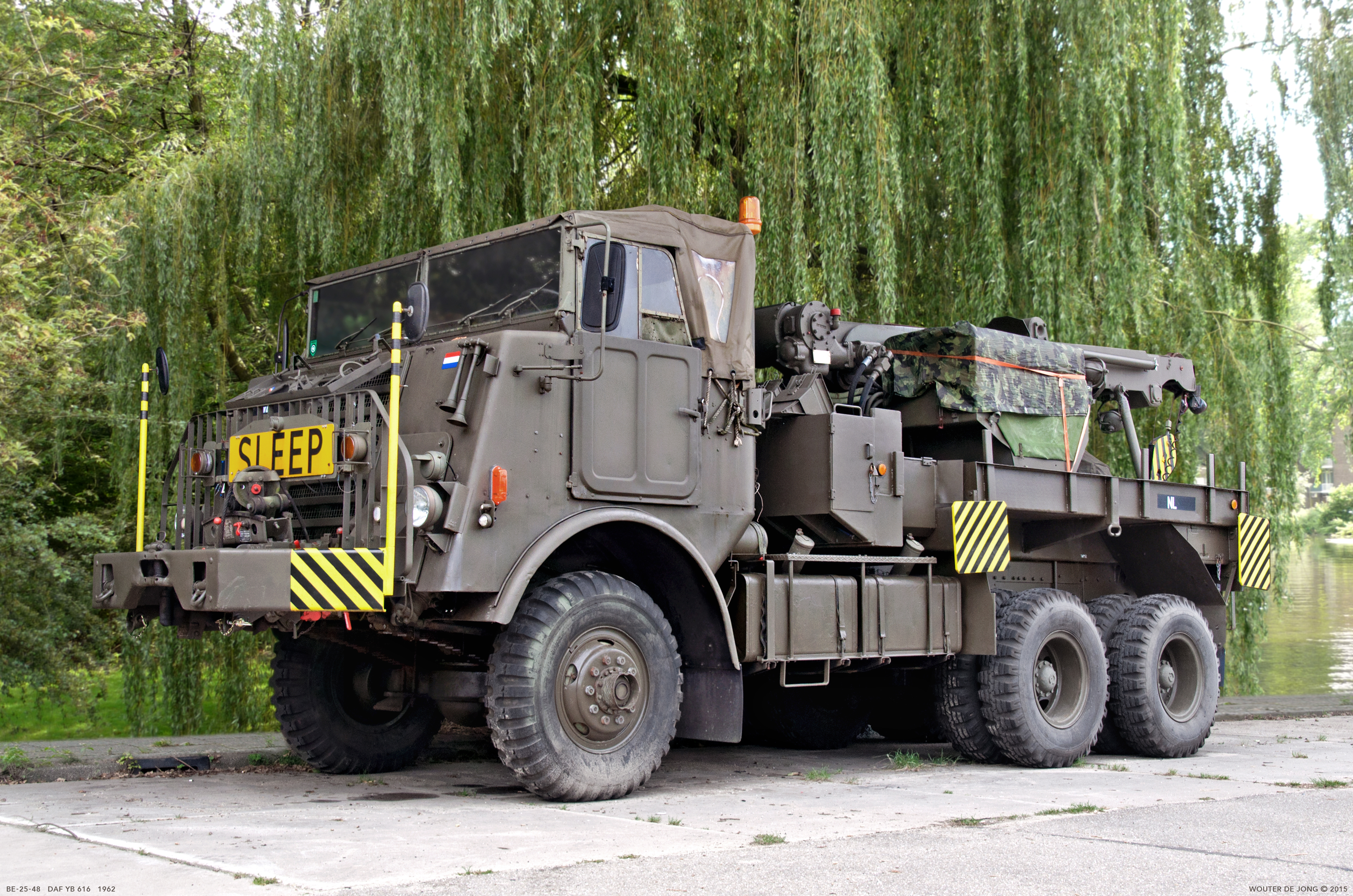
DAF YB-616 Bergingsvoertuig

- B staat voor Berging (Bergingsvoertuig). De YB 616 is voorzien van twee lieren, één met 9000 kg trekkracht aan de voorzijde en de tweede, met 20 000 kg trekkracht aan de achterzijde. De Austin-Western-kraan heeft een hefvermogen van 10 000 kg. Verder onderscheidt de takelwagen zich, net als de YT 616 van de YA, YK en YF, door montage van dubbele wielen op het tandemstel in de maat 7,50 x 20. De bandenmaat was 11,00 x 20

### YB 626

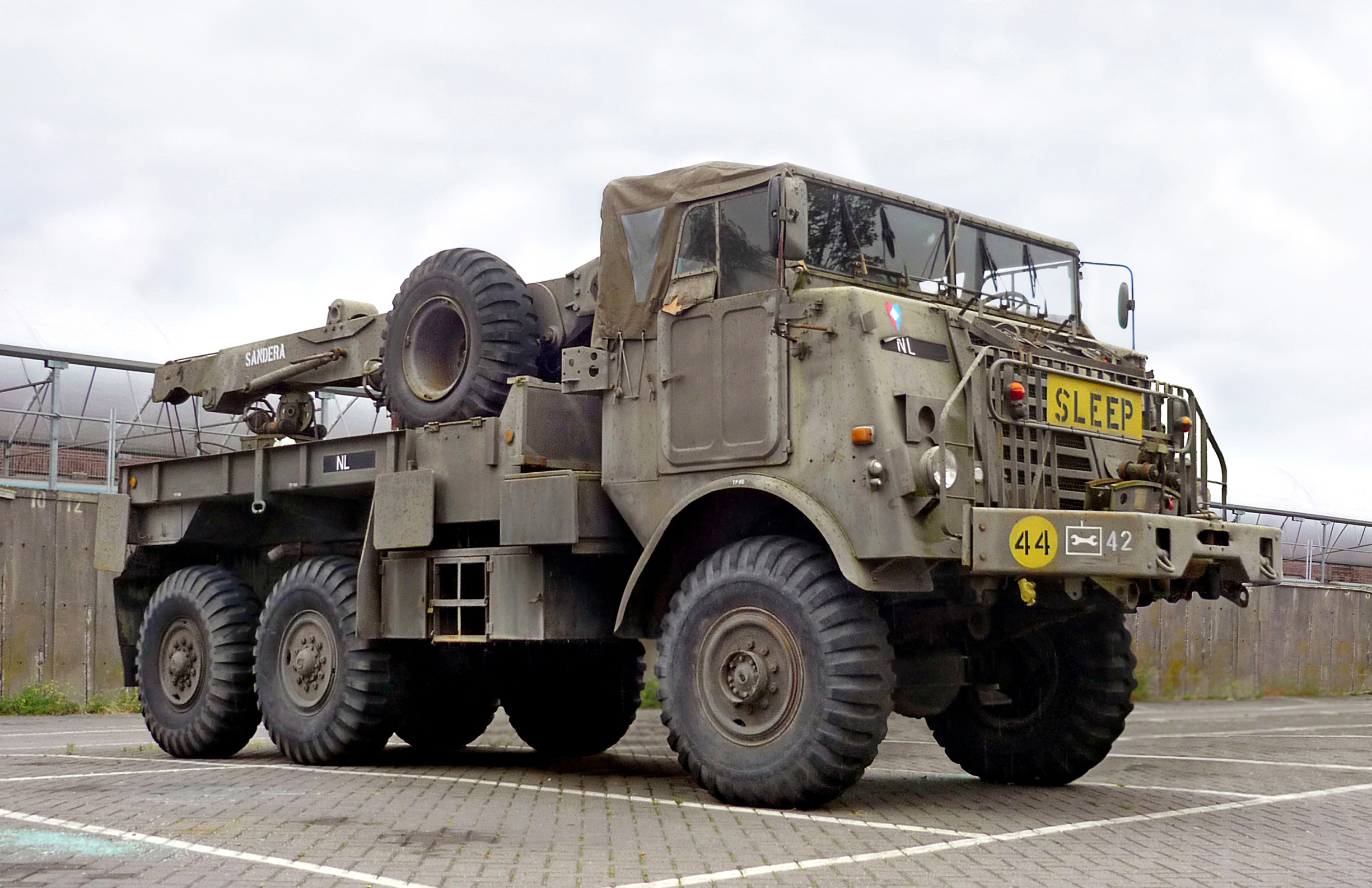
DAF YB-626 Bergingsvoertuig

- De basis is gelijk aan de YB 616, maar afwijkend hiervan is de YB 626 uitgerust met een zwaardere vooras met banden in de maat 14,00 x 20 en het tandemstel is voorzien van dezelfde assen als de YA, YK en YF. Dus weer met enkele wielen op het tandemstel in de maat 10,00 x 20. De bandenmaat was 14,00 x 20. Hiertoe diende ook de overbrengingsverhouding in de achterbrug te worden gewijzigd.
 Verder werd ook de kraaninstallatie licht verbeterd. In het hydraulisch systeem van de kraan werd een koelunit opgenomen teneinde de temperatuur van de olie tijdens langdurig statisch hijswerk, zoals bijvoorbeeld het uithijsen van tankmotoren, beter te kunnen controleren. 
 Bovendien werd ook een andere Timken reductiebak met ingebouwde oliepomp toegepast en waren er enkele wijzigingen aan bedieningselementen in de cabine.

## Productiecijfers en kentekens[2]
Totaalproductie van de 616/626 serie bedraagt: 1.270 stuks onderverdeeld in- en geleverd aan:

### Koninklijke Landmacht
1955
- type: Prototype YA 616
- aantal: 1 stuks
- kenteken:KN-20-33

1959/60
- type: YA 616
- aantal: 140 stuks
- kentekens: KN-55-01 tm KN-56-40

1960
- type: YT 616
- aantal: 100 stuks (1 stuks afgeleverd in 1959)
- kentekens: KN-51-00 tm KN-51-99
- type: YT 616
- aantal: 35 stuks
- kentekens: KN-54-50 tm KN-54-84
- type: YK 616
- aantal: 104 stuks (1 stuks afgeleverd in 1959)
- kentekens: KN-56-41 tm KN-57-44
- type: YK 616
- aantal: 66 stuks
- kentekens: KN-63-00 tm KN-63-65

1961/62
- type: YB 616
- aantal: 240 stuks (1 stuks afgeleverd in 1959)
- kentekens: KN-06-60 tm KN-08-99

1963
- type: YA 616
- aantal: 97 stuks
- kentekens: KN-80-01 tm KN-80-97
- type: YA 616
- aantal: 27 stuks
- kentekens: KN-80-98 tm KN-81-24
- type: YT 616
- aantal: 23 stuks
- kentekens: KN-54-27 tm KN-54-49
- type: YT 616
- aantal: 5 stuks
- kentekens: KN-54-85 tm KN-54-89

1965
- type: YF 616
- aantal: 72 stuks
- kentekens: KN-77-01 tm KN-77-72
- type: YF 616
- aantal: 24 stuks
- kentekens: KN-77-73 tm KN-77-96

1967
- type: YA 616
- aantal: 46 stuks
- kentekens: KN-81-25 tm KN-81-70
- type: YT 616
- aantal: 26 stuks
- kentekens: KN-91-00 tm KN-91-25

1968
- type: YK 616
- aantal: 30 stuks
- kentekens: KN-91-50 tm KN-91-79

1968/69
- type: YB 626
- aantal: 95 stuks
- kentekens: KN-92-00 tm KN-92-94

Eind jaren zestig 
- type: YA 616 VL
- aantal: 108
- kentekens: KN-97-92 tm KN-98-99

### Koninklijke Luchtmacht
1960
- type: YA 616
- aantal: 5 stuks
- kentekens: LM-54-87 tm LM-54-91

1961/62
- type: YB 616
- aantal: 23 stuks
- kentekens: LM-44-25 tm LM-44-70

"Later"
- type: YB 616
- aantal: 3 stuks
- kentekens: LM-44-48 tm LM-44-50

## Technische gegevens[3]
Motor: Alle typen waren voorzien van dezelfde motor:
- Merk: Continental Red Seal R.
- Type: 6 cilinder, kopklep, vloeistofgekoeld
- Cilinderinhoud: 9.866 cm³
- Brandstof: Benzine
- Vermogen: 204 pk bij 2800 toerenmin.
- Max. koppel 700 nm bij 1400 toerenmin.

Versnellingsbak:
- Type: Synchromesh, 5 versnellingen

## Maten/gewicht[3]
YA 616
- Eigen gewicht 10.850 kg.
- Totale lengte: 7270 mm.
- Totale breedte: 2450 mm.
- Totale hoogte: 3320 mm.
- Wielbasis: 4160 mm.

YT 616
- Eigen gewicht 10.150 kg.
- Totale lengte: 7300 mm.
- Totale breedte: 2500 mm.
- Totale hoogte: 2845 mm.
- Wielbasis: 4160 mm.

YB 616/626
- Eigen gewicht 15.670 kg.
- Totale lengte: 8850 mm.
- Totale breedte: 2500 mm.
- Totale hoogte: 3000 mm.
- Wielbasis: 4160 mm.

## Opvolging
De YX616 serie is vanaf eind jaren zeventig van de 20e eeuw vervangen door de tientonner serie Yx2300.
YA616 vervangen door YAZ2300 Vrachtauto, Open laadbak, 100 kN 6x6
YK616 vervangen door YKZ2300 Vrachtauto, Kip, 120 kN 6x6
YT616 vervangen door YTV2300 Trekker, 100 kN 4x4
YF616 geen directe opvolger, vervangen door YTV2300 trekker met tankoplegger en Y4440 BraTau of BDM
Zelfs voor de YA-616 AT is een vervanger gebouwd: YHZ2300, Artillerietrekker 40 kN, 6x6
Deze zijn echter snel uitgefaseerd toen het getrokken geschut werd vervangen door de gemechaniseerde artillerie op rupsbanden.
In de jaren tachtig zijn de takelwagens YB-616/626 uitgefaseerd en opgevolgd door de modernere DAF YBZ-3300 met een dieselmotor.